# Medardus (helgon)
Medardus och Gildardus var enligt legenden tvillingbröder som levde under 500-talet. Medardus blev biskop i Noyon och Gildardus i Rouen. En gång lär han ha uppmanat några dansande ungdomar att helga söndagen. När de inte lyssnade på honom lät han ett häftigt regn falla, och det regnade i 40 dagar. Därför trodde man senare att om det regnade på Medardusdagen skulle det regna i 40 dagar.
Sankt Medardus åkallas vid feber, tandvärk och sinnessjukdom.
Festdag: 8 juni